# Kevin Rice
Kevin Rice (ur. 5 lipca 1975 w San Antonio) – amerykański koszykarz, występujący na pozycjach rozgrywającego lub rzucającego obrońcy, po zakończeniu kariery zawodniczej trener koszykarski, obecnie asystent trenera drużyny akademickiej Midland Junior College.
W 2009 pełnił funkcję asystenta trenera zespołu Memphis Grizzlies, podczas rozgrywek letniej ligi NBA.

## Osiągnięcia
Na podstawie, o ile nie zaznaczono inaczej.
NJCAA
- MVP konferencji Western Junior College Athletic (1996)
- Obrońca roku (1995)
- Zaliczony do składu honorable mention All-America (1996)

NCAA
- Uczestnik turnieju NCAA (1998)
- Mistrz:
  - turnieju konferencji Big West (1998)
  - sezonu regularnego Big West (1997, 1998)
- Zaliczony do:
  - I składu turnieju Big West (1998)
  - II składu Big West (1998)
- Lider Big West w liczbie rzutów wolnych (149 – 1998)

Drużynowe
- Mistrz:
  - CBA (2002)
  - IBA (2001)
- Wicemistrz CBA (2008)

Indywidualne
(* – nagrody przyznane przez portal eurobasket.com)
- Obrońca roku:
  - CBA (2003)[4]
  - ligi tureckiej (2004)*[5]
- Zaliczony do:
  - I składu defensywnego:
    - ligi tureckiej (2004[5], 2005[6])*
    - CBA (2002[7], 2003[4])

  - II składu CBA (2003)[8]
  - składu 15. najlepszych zawodników w historii klubu Dakota Wizards – Dakota Wizards All-Time Team (maj 2012)
- Lider w przechwytach:
  - Eurocupu (2005)
  - CBA (2002)
  - ligi tureckiej (2004, 2005[6])
- Zespół Dakota Wizards zastrzegł należący do niego  numer 32 (2012)

Trenerskie
- Mistrz NBDL (2007 jako asystent trenera)